# Сахалвашо
Сахалвашо (груз. სახალვაშო) — село в Грузии, на территории Кобулетского муниципалитета автономной республики Аджария. Во времена феодальной раздробленности Грузии, принадлежала дворянскому (азнаурскому) роду Халваши.

## География
Село находится в юго-западной части Грузии, к востоку от побережья Чёрного моря, на расстоянии 13 километров (по прямой) к югу от города Кобулети, административного центра муниципалитета. Абсолютная высота — 154 метра над уровнем моря.

## История
Достоверно неизвестно, в каком веке семья Халваши смогла добиться азнаурства, и имели ли они свою землю в момент получения титула, или же проживали на земле своего сюзерена. Азнаурство в грузинской феодальной среде больше напоминало западноевропейский титул барона, или рыцаря. 
Возможно, что усиление этой фамилии произошло в XV-XVII веках, в период усиления дома Гуриели, когда этот дом получил в свои имения все больше феодальных семейств с их дворянами и крепостными. Одним из таких семейств был род Мачутадзе (груз.: მაჭუტაძეები), удостоенный тавадского титула. Семья Мачутадзе существовала с по крайней мере XV века, их влияние в Гурийском княжестве усилилось к XVI веку. Примерно тогда же и образовалось их княжество Самачутадзо, с центром в крепости Нигоити, куда входило и Сахалвашо, имение семейства Халваши. Вахушти Багратиони писал про Мачутадзе: «Царь и Деметре Гуриели натравили на него Мачутадзе, убил он Кайхосро Гуриела изменой и пошел Деметре и вновь захватил Гурию». Это событие трудно представить без поддержки со стороны вассалов Мачутадзе, которыми являлись и Халваши.
Род Мачутадзе так же славился и церковными деятелями, из них вышел Максим (I), Католикос-Патриарх Западной Грузии (1639-1656). Примерно в то же время можно достоверно утверждать, что род Халваши распоряжался собственным имением Сахалвашо (груз.:სახალვაშო), современный Кобулетский муниципалитет, Аджарская АР, Грузия. Учитывая их дворянский статус, можно сделать вывод, что им принадлежало несколько крепостных семейств, которые обслуживали их имение. В советское время в их деревне был распространен чай, цитрусовые. Накануне присоединения Гурии к Российской империи (1828), за два года до этого события сохранилось письмо касающееся сюзеренов дома Халваши, семьи Мачутадзе, обвинявших в измене князей Эристовых (1826). Неизвестно, поддержали ли на тот момент вассалы своих сюзеренов, но этот род сохранил дворянский титул при вхождении в Российскую империю.

## Население
По результатам официальной переписи населения 2014 года, в Сахалвашо проживало 688 человек (346 мужчин и 342 женщины). В национальной структуре населения грузины составляли 99,6 %, русские — 0,4 %.
| Год  | Население, человек |
| ---- | ------------------ |
| 2002 | 864                |
| 2014 | ↘ 688              |